# Persea schiedeana
Persea schiedeana, llamado popularmente ccoyul o pahuate es un árbol silvestre del género Persea (mismo género del Persea americana). También es conocido como chute o shute en El Salvador; yas en Costa Rica; chinín en Tabasco, México; chinini, chinene o pagua en Veracruz, México; chinitas en San Pedro Nécta, Guatemala; shunte o Chute en Honduras;y xinene en México.

## Descripción

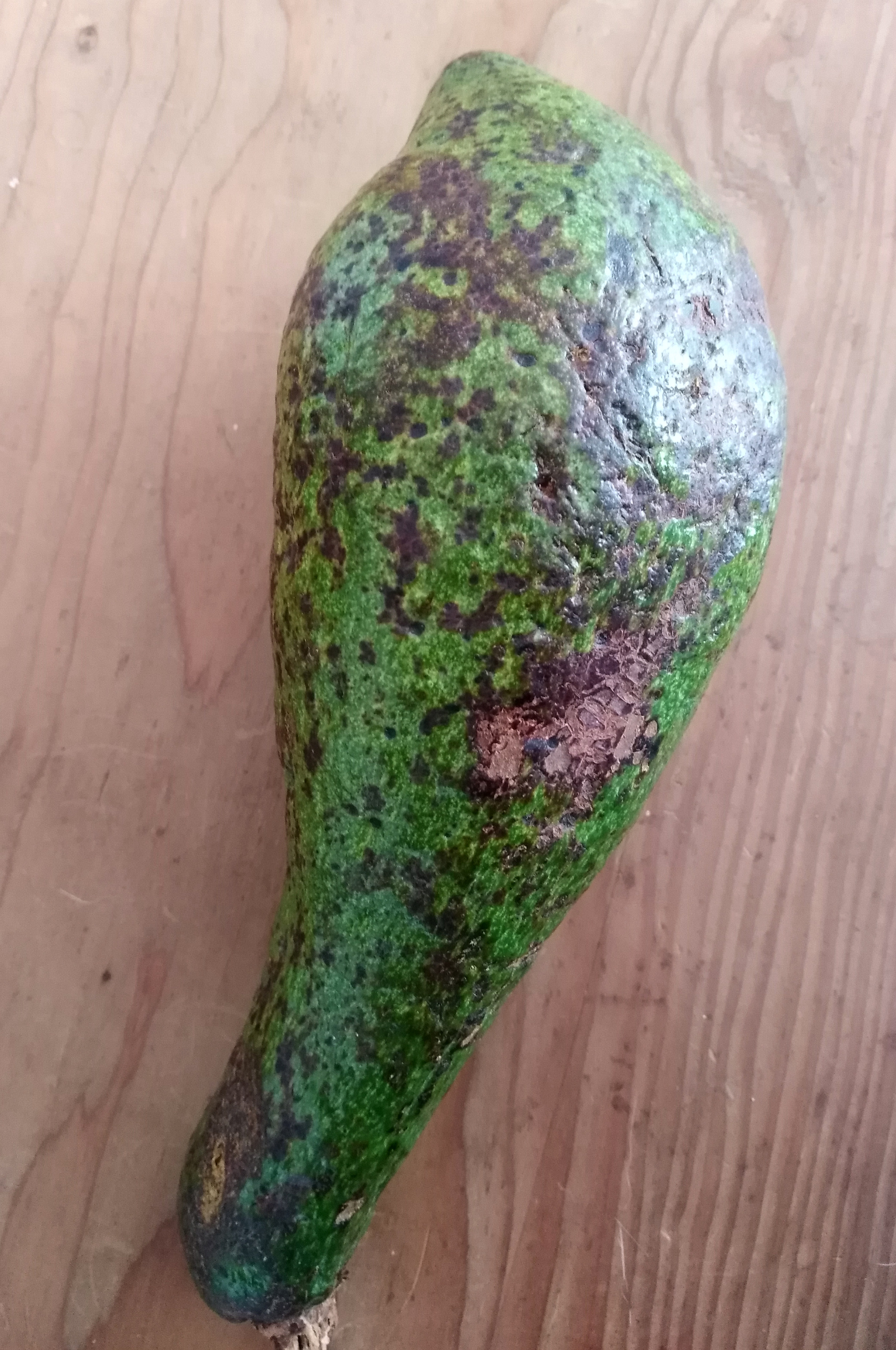
Vista del chute o yas.

Árbol cuya altura varía de 8 hasta 25 m, los tallos con ligeras vellosidades o totalmente lisos. Hojas simples, alternas, láminas de 8–21 x 5–14 cm, ovaladas a casi de forma redonda, el ápice cortamente acuminado, la base obtusa a anchamente aguda, el margen entero, pubescentes en el envés y pecioladas. Inflorescencias; tipo cimas, axilares, de 10–15 cm de largo, con numerosas flores blanco verdoso, pediceladas, tépalos de aproximadamente 5 mm de largo, densamente pubescentes. Frutos tipo baya de 4 a 6 de diámetro y de 8 a 10 cm de largo, de forma esférica piriformes, de color verde o café al madurar, con una sola semilla en su interior.

## Distribución y hábitat
Se encuentra desde México hasta Colombia en altitudes de 400 a 1,600 m s. n. m., con temperatura media anual de 14 a 22 °C y con precipitación anual de 1,740 a 4,521 mm. En México se distribuye de forma silvestre específicamente en los estados de Veracruz, Puebla, Oaxaca, Chiapas, Tabasco, Campeche, Quintana Roo y la parte sur de Tamaulipas. La llanura del Golfo de México parece ser el área natural de dispersión por presentar amplia variación genética.
Es una especie que crece y se desarrolla en clima cálido húmedo, semicálido húmedo, semicálido y templado húmedo. En México se encuentra distribuido en su mayor parte en selvas o bosques y ocasionalmente en pastizales. Se le encuentra como especie de importancia en huertos familiares, como árbol de sombra en algunos cafetales y de forma dispersa entre sistemas productivos de maíz y en potreros.

## Estado de conservación
En el municipio de Jacaltenango, Guatemala, es parte de su gastronomía y es uno de los lugares que mejor conserva esta planta; cada año se lleva a cabo la recolección del fruto llamado en este lugar coyew. Es poco conocido en las zonas urbanas, y su número se ha reducido debido al establecimiento de plantaciones de café y de otros cultivos en el estado de Veracruz. El fruto es considerado relevante como alimento en la conservación de mamíferos silvestres. El árbol tolera inundaciones, por lo tanto ha sido estudiado para controlar enfermedades de la raíz del aguacate. Actualmente, en México y Guatemala existe una pérdida significativa del número de árboles debido a la destrucción de hábitats naturales donde prospera. Es una especie que no está considerada bajo alguna categoría de riesgo de acuerdo a la norma 059 de la SEMARNAT 2010, en México; sin embargo, está considerada como una especie vulnerable por la Unión Internacional para la Conservación de la Naturaleza.